# Конский каштан лесной
Ко́нский кашта́н лесно́й  (лат. Aesculus sylvatica) — большой кустарник или небольшое дерево рода конских каштанов из семейства конскокаштановых. Высотой до шести метров. Дерево предпочитает влагу, богатую гумусом почву и места с частичным затемнением. Произрастает во влажных лесах у подножий гор в Джорджии, а также в штатах Вирджиния, Теннесси и Алабама.